# Efektor (biologija)
Efektor je molekul koji se vezuje za protein i time menja aktivnost tog proteina. Originalno se ovaj termin odnosio na male molekule, ali je vremenom poprimio šire značenje koje obuhvata proteinske regulatorne molekule. Molekul koji deluje kao modulator se vezuje za regulatorno mesto tokom alosterne modulacije i alosterno modulira oblik proteina.
Efektor može takođe da bude protein koji je izlučen iz patogena, koji menja organizam patogenovog domaćina da bi se omogućila infekcija, npr. putem supresije domaćinovog imunskog sistema.

## Tipovi efektora
- Aktivatori
- Inhibitori